# WWE Breaking Point
Breaking Point foi um pay-per-view de wrestling profissional produzido pela World Wrestling Entertainment, ocorreu no dia 13 de setembro de 2009 no Bell Center, em Montreal, Canadá. Contou com a presença de wrestlers das três brands: Raw, SmackDown e ECW. O nome do evento foi escolhido por uma votação feita no site oficial da empresa. Breaking Point venceu as opções Submission Sunday, Total Submission e Submit & Quit.

## Antes do evento
No Monday Night Raw de 24 de agosto, Vince McMahon marcou uma "I Quit" match entre Randy Orton e John Cena pelo WWE Championship no Breaking Point. McMahon ainda adicionou a estipulação de que, se qualquer interferência ocorresse para o benefício de Orton, ele perderia o título.
Na edição de 24 de agosto do Raw, o Guest Host Floyd Mayweather, Jr. marcou uma luta entre Chris Jericho e The Big Show e MVP e Mark Henry. Se o time de MVP e Henry vencessem, eles seriam os desafiantes pelo WWE Unified Tag Team Championship no Breaking Point. MVP e Henry venceram após Mayweather ter dado a soqueira a MVP que com esta deu um soco a jericho deixando-o KO.
Depois de ser derrotado em dois pay-per-views seguidos (Night of Champions e SummerSlam) para Rey Mysterio em lutas pelo Intercontinental Championship, Dolph Ziggler derrotou Finlay e Mike Knox para ser novamente o desafiante de Mysterio pelo título. No entanto, Rey foi, na vida real, suspenso por 30 dias por violação na política anti-drogas da WWE. John Morrison derrotou Mysterio, ganhando o título e tendo que defendê-lo no Breaking Point. A luta entre Morrison e Zigler foi removida do card pela WWE e substituída pelo combate entre o United States Champion Kofi Kingston contra The Miz.
No SummerSlam, CM Punk derrotou Jeff Hardy em uma Tables, Ladders, and Chairs match, ganhando o World Heavyweight Championship. Após a luta, The Undertaker apareceu e aplicou seu Chokeslam em Punk. No SmackDown após o SummerSlam, o General Manager Theodore Long anunciou que haveria uma Steel Cage match pelo título, sendo que o vencedor da luta entre Punk e Jeff defenderia o título no Breaking Point contra Undertaker. Punk venceu, retendo o título.
No SummerSlam, D-Generation X derrotou The Legacy em uma tag team match. Foi anunciado no site oficial da WWE que os dois times voltariam a se enfrentar no Breaking Point, em uma Submissions Count Anywhere match.

## Resultados
| #                              | Lutas                                                                                        | Estipulação                                            | Tempo |
| ------------------------------ | -------------------------------------------------------------------------------------------- | ------------------------------------------------------ | ----- |
| Dark                           | Evan Bourne derrotou Chavo Guerrero                                                          | Luta individual                                        | 05:00 |
| 1                              | Jerishow (Chris Jericho e Big Show) (c) derrotaram Montel Vontavious Porter e Mark Henry     | Luta de duplas pelo Unified WWE Tag Team Championship. | 12:15 |
| 2                              | Kofi Kingston (c) derrotou The Miz                                                           | Luta individual pelo WWE United States Championship.   | 11:58 |
| 3                              | The Legacy (Ted DiBiase e Cody Rhodes) derrotaram D-Generation X (Triple H e Shawn Michaels) | Luta Submissions Count Anywhere                        | 21:40 |
| 4                              | Kane derrotou The Great Khali (com Ranjin Singh)                                             | Luta Bastão de Cingapura.                              | 05:55 |
| 5                              | Christian (c) derrotou William Regal (com Ezekiel Jackson e Vladimir Kozlov)                 | Luta individual pelo ECW Championship.                 | 10:15 |
| 6                              | John Cena derrotou Randy Orton (c)                                                           | Luta "I Quit" pelo WWE Championship.                   | 19:45 |
| 7                              | CM Punk (c) derrotou The Undertaker                                                          | Luta de submissão pelo World Heavyweight Championship‎‎. | 08:55 |
| (c) - Campeão(s) antes da luta |                                                                                              |                                                        |       |